# Премия имени М. В. Ломоносова АН СССР
Премия имени М. В. Ломоносова АН СССР – академическая премия в области физики, присуждавшаяся раз в 3 года, начиная с 1954 года, за выдающиеся научные исследования, открытия и изобретения в области физики.
Размер премии – 2000 рублей (до 1961 г. – 20000 рублей).
Работы на соискание премии могли выдвигаться научно-исследовательским учреждениями, высшим учебным заведениями, конструкторским бюро, научными и инженерно-техническими обществами, действительными членами и членами-корреспондентами Академии наук СССР и академий наук союзных республик, научно-техническими советами министерств и ведомств, научными советами по важнейшим проблемам науки.
Премия присуждалась за отдельную выдающуюся научную работу, за выдающееся открытие или изобретение, а также за серию работ по единой тематике.
Лауреаты премии:
- 1954 - Седов, Леонид Иванович
- 1958 - Лифшиц, Евгений Михайлович, Дерягин Борис Владимирович
- 1961 - Гинзбург, Виталий Лазаревич - за исследования по теории эффекта Вавилова-Черенкова
- 1964 - Келдыш, Леонид Вениаминович
- 1967 -  Фабелинский, Иммануил Лазаревич
- 1970 - Хайкин, Моисей Семёнович - за цикл работ, связанных с открытием и экспериментальным изучением квантовых поверхностных уровней электронов в металле.
- 1972 - Боровик-Романов, Виктор-Андрей Станиславович
- 1975 - Каган, Юрий Моисеевич
- 1978 - Киржниц, Давид Абрамович и Линде, Андрей Дмитриевич
- 1981 -  Неганов, Борис Степанович за цикл работ по криостатам растворения изотопа гелия-3 в гелий-4 для достижения сверхнизких температур.
- 1984 - член-корреспондент АН СССР Александр Фёдорович Андреев, кандидат физико-математических наук Константин Одиссеевич Кешишев и кандидат физико-математических наук Александр Яковлевич Паршин (Институт физических проблем им. С. И. Вавилова АН СССР) за серию работ «Кристаллизационные волны в гелии».
- 1987 - Цытович, Вадим Николаевич
- 1990 - Пономарёв, Леонид Иванович  Архивная копия от 1 октября 2018 на Wayback Machine